# Арсеньев, Никита Васильевич
Ники́та Васи́льевич Арсе́ньев (1775—1847) — русский государственный и военный деятель, тайный советник, генерал-майор.

## Биография
Родился в 1775 году в семье Василия Васильевича Арсеньева и Евфимии Никитичны, урожд. Ивашкиной. Он был братом Михаила Васильевича Арсеньева (1768—1810) — елецкого помещика, капитана лейб-гвардии Преображенского полка, предводителя дворянства в Чембарском — деда М. Ю. Лермонтова.
В службе с 21 декабря 1794 года; майор — с 1798, подполковник — с 1800, полковник — с 1808, генерал-майор — с 30 апреля 1816 года.
Был директором Императорского Военно-сиротского дома. С 1817 по 1828 годы был директором Петербургского Мариинского института. В 1826 году вышел в отставку с военной службы и был переименован в действительные статские советники.
Впоследствии был почётным опекуном Санкт-Петербургского опекунского совета, управляющим хозяйственной частью «Больницы всех скорбящих».
С 10 апреля 1843 года — тайный советник.
Умер 7 (19) августа 1847 года. Похоронен в Покровском соборе Новоспасского монастыря.

## Награды
- орден Св. Георгия 4-й степени (№ 3490; 06.06.1821)

Также награждён другими орденами Российской империи.

### Семья
От брака с Евдокией Емельяновной Чеблоковой было две дочери и сын:
- Евфимия, замужем за бароном Степаном Александровичем Вревским (01.11.1806—17.02.1838), который был внебрачным сыном князя Куракина
- Елена (?—02.03.1883), замужем с 6 ноября 1832 года[5] за поручиком гвардии Конрадом Карловичем Шмитом
- Емельян (1810—1877)[6] — полковник, был женат на Ольге Семеновне Пановой.